# Werner Winsauer

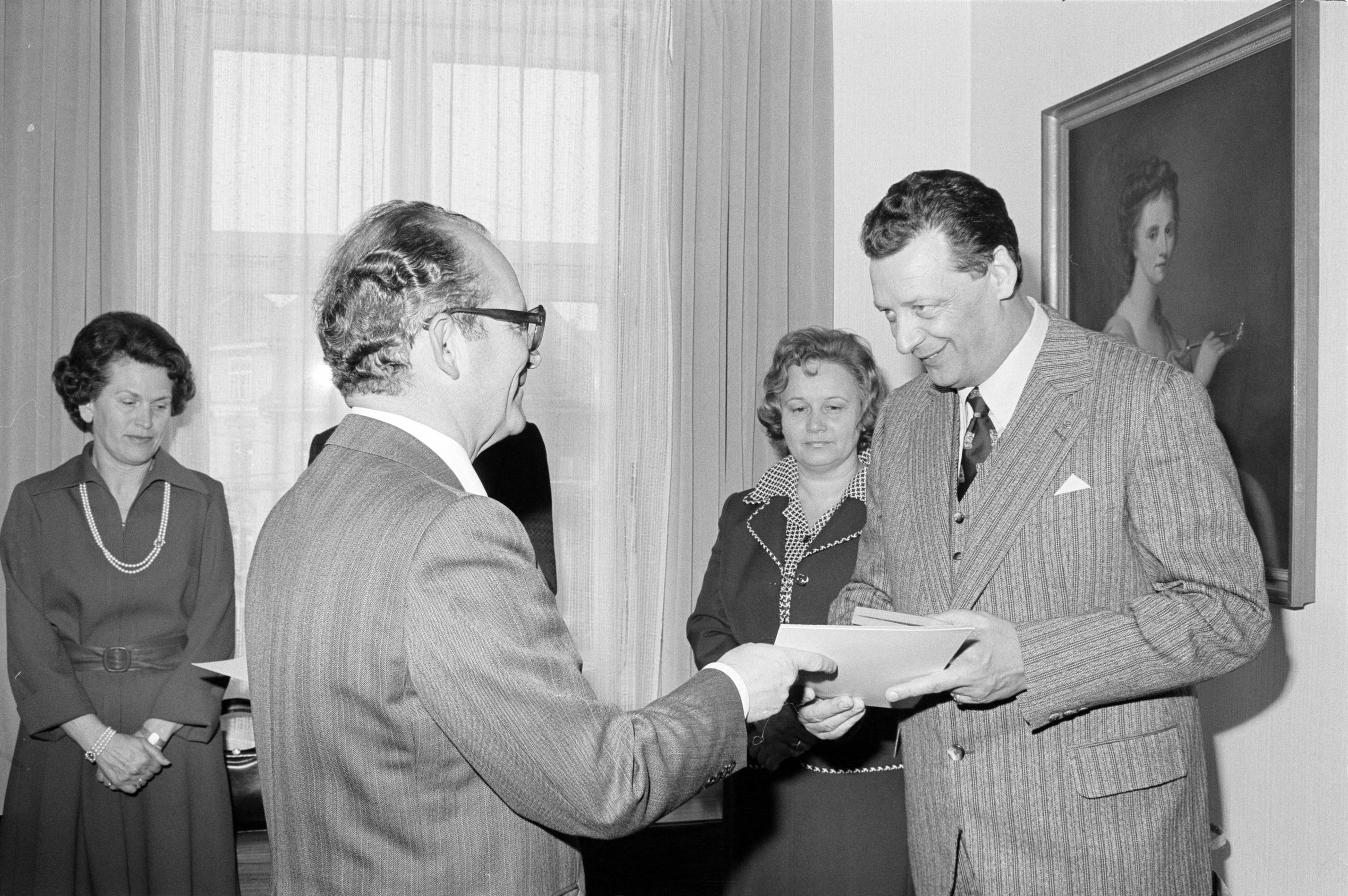
Werner Winsauer (rechts) im Jahr 1977 mit dem Vorarlberger Landeshauptmann Herbert Keßler.

Werner Winsauer (* 21. Oktober 1928 in Bregenz; † 23. Oktober 2010 in Dornbirn) war ein österreichischer Politiker (ÖVP) und Molkereidirektor. Winsauer war von 1986 bis 1988 Abgeordneter zum österreichischen Nationalrat.
Winsauer besuchte nach der Volksschule ein Realgymnasium, das er 1949 mit der Matura abschloss. Er studierte danach an der Universität für Bodenkultur Wien und schloss sein Studium 1954 mit dem akademischen Grad Dipl.-Ing. ab. Nach dem Ende seines Studiums absolvierte Winsauer drei Jahre lang Praktika in Molkereibetrieben im Inland sowie in England und war in der Folge zwischen 1957 und 1958 Angestellter des Milchwirtschaftsfonds in Vorarlberg. 1959 wurde er Direktor der Großmolkerei Dornbirn, wobei ihm der Berufstitel Kommerzialrat verliehen wurde.
Winsauer war ab 1959 Funktionär und Fachexperte beim Milchwirtschaftsfonds Wien. Er hatte zudem die Funktion des Bezirksbauernbundobmann von Dornbirn inne, war ab 1960 Mitglied des Vorstandes des Vorarlberger Bauernbundes und fungierte als Mitglied des Kuratoriums der Bundesanstalten für Milchwirtschaft Wolfpassing und Rotholz. Zwischen dem 17. April 1986 und dem 30. Mai 1988 vertrat er die Österreichische Volkspartei im Nationalrat.